# Natasha Wightman
Natasha Wightman, född 1973 i Southampton, England, är en brittisk skådespelare. Wightman är gift med George Duffield och hon är känd för sina filmroller i bland annat Gosford Park, Revelation, Mouth to Mouth och V for Vendetta. 

## Filmografi (i urval)
- Revelation (2001)
- Gosford Park (2001)
- Shoreditch (2003)
- Mouth to Mouth (2005)
- V for Vendetta (2005)